# John Larkin (album)
John Larkin – debiutancki album Johna Paula Larkina, wydany w 1986 roku.

## Lista utworów
Pierwsza strona
1. "The Misfit" – 5:50
2. "Last Night I Dreamed" – 5:12
3. "Love Cry" – 7:34

Druga strona
1. "Angels Flight" – 9:25
2. "John Coltrane" – 3:32
3. "Softly as in a Morning Sunrise" – 6:18